# Trust Bank Building
Trust Bank Building – wieżowiec w Johannesburgu, w Południowa Afryka, o wysokości 140 m (460 ft). Budynek został otwarty w 1970 i liczy 31 kondygnacji.